# 阿史那昕
阿史那昕（?—742年），又称史昕，唐朝突厥族将领，西突厥继往绝可汗，阿史那怀道之子。
739年，唐朝碛西节度使盖嘉运率唐军助突骑施黄姓部落莫贺达干，消灭了黑姓二可汗——杀尔微特勤，俘吐火仙。740年，册拜是阿史那昕为濛池都护、继往绝可汗，又作十姓可汗，四月，又册拜了阿史那昕妻凉国夫人李氏为金河公主。莫贺达干大怒，声言“首诛苏禄，我之谋也。今立史昕，何以赏我？”于是率部叛唐。唐朝只是册立莫贺达干为突骑施一部可汗，而不是十姓可汗。742年四月，唐朝护送阿史那昕赴碎叶川西，赴突骑施平息内乱，至俱兰城（今江布尔东卢戈沃伊附近）受到莫贺达干攻击，阿史那昕被杀，西突厥阿史那王朝完全灭亡。